# Peña de Oroel
Peña de Oroel är ett berg i Spanien.   Det ligger i provinsen Provincia de Huesca och regionen Aragonien, i den nordöstra delen av landet, 300 km nordost om huvudstaden Madrid. Toppen på Peña de Oroel är 1 749 meter över havet.
Terrängen runt Peña de Oroel är huvudsakligen kuperad. Runt Peña de Oroel är det glesbefolkat, med 13 invånare per kvadratkilometer. Närmaste större samhälle är Jaca, 5,4 km norr om Peña de Oroel. 